# Semantic MediaWiki
Semantic MediaWiki, abbreviato in SMW, è un'estensione del software MediaWiki che permette di leggere e integrare annotazioni di dati semantici all'interno delle pagine di un progetto Wiki.
I dati semantici possono essere utilizzati da motori di ricerca semantica, da aggregatori di pagine, possono essere visualizzati mendiante mappe, calendari e grafici ed esportati all'esterno nei formati RDF e CSV.
Il programma è rilasciato con licenza GPL 2.0 o successiva, e la relativa documentazione e codice sorgente sono pubblicati su Github.

## Autori
La prima versione di Semantic MediaWiki fu rlasciata nel 2005 e fu sviluppata da Markus Krötzsch, Denny Vrandečić e Max Völkel, grazie al finanziamento del progetto SEKT nell'ambito dei fondi dell'Unione Europea per il programma ricerca FP6, e al supporto dell'Istituto AIFB dell'Università di Karlsruhe.
A partire dal 2017, i due responsabili del progetto di sviluppo sono James Hong Kong e Jeroen De Dauw.

## Sintassi
Ogni annotazione semantica all'interno di SMW è una "proprietà" che collega la pagina in cui risiede a qualche altro dato, quale un'altra pagina o il valore di un altro tipo di dati, usando le triple del modulo "soggetto, predicato, oggetto".
Ad esempio, la voce dedicata della Germania potrebbe affermare  Berlino è la sua capitale. Per incorporare l'informazione come dato sematico all'interno della pagina, la sintassi sarebbe la seguente:
```
... la capitale è 
[[Ha capitale::Berlino]]
 ...

```

che è semanticamente equivalente alla frase: "Germania" "Ha capitale" "Berlino". In questo esempio, la pagina "Germania" è il soggetto, "Ha capitale" è il predicato e "Berlino" è l'oggetto a cui punta il collegamento semantico.
Il primo elemento della tripla che costituisce la voce semantica è dato dal titolo stesso della voce o pagina nella quale l'annotazione viene pubblicata. Gli altri due elementi dell'annotazione semantica sono identificati e delimitati da una doppia coppia di parentesi quadre, come accade nei normali link fra le pagine di un sito Wiki.

I due elementi sono separati fra loro dal segno di interpunzione dei due punti, ripetuto due volte. All'interno dei wikilink, la doppia ripetizione permette di distinguere le annotazioni semantiche dai namespace, che sono invece separati da un singolo segno.
Tuttavia, il modo molto più comune di archiviare i dati all'interno di Semantic MediaWiki è tramite i template MediaWiki che contengono la descrizione del markup necessario per SMW. Proseguendo con l'esempio precedente, la pagina "Germania" potrebbe contenere una chiamata a un template chiamato "Paese", nel modo seguente: 
```
{{Nazione
...
| Capitale = Berlino
...
}}

```

Il template "Paese" gestirà l'associazione del valoreassegnato al parametro "Capitale" nella relativa proprietà generata dal template, che gestirà anche la visualizzazione dei dati nella pagina pubblicata. Gli sviluppatori di Semantic MediaWiki hanno stimato che il 99% dei dati SMW è archiviato mediante l'utilizzo di templateal posto dell'inserimento manuale all'interno delle voci.
Semantic MediaWiki permette di effettuare interrogazioni all'interno della versione online dei siti Wiki. Le interrogazioni possono operare su uno o più parametri dei template, ma anche su annotazioni semantiche sciolte inserite singolarmente nelle pagine web dei siti. Ad esempio, se le pagine dei Paesi contenessero informazioni aggiuntive come i dati sulla popolazione -nel template Paese o tramite una tripla come quella iniziale-, a una pagina potrebbe essere associato il codice di una query di selezione che estrae da tutte le pagine del sito Wiki l'elenco di tutti i Paesi con una popolazione superiore a 50 milioni, insieme alla loro capitale; e tale elenco conterrebbe una riga indicante la Germania e accanto il campo relativo alla sua capitale, Berlino.
Le interrogazioni permettono di generare pagine di sintesi e reportistica derivandole da altre pagine del sito Wiki, ovvero di aggregarle in modo da presentare un contenuto informatico analogo ma con una differente modalità di visualizzazione.

## Utilizzo
Semantic MediaWiki è una soluzione adottata da più di 1.600 wiki online attivi in tutto il mondo, e liberamente consultabili, oltre a un numero imprecisato di wiki private. I siti wiki pubblici includono: Metacafe, WebPlatform.org, SNPedia, SKYbrary, Metavid, Familypedia, OpenEI, Oh Internet, il wiki Libreplanet, la Free Software Directory e Translatewiki.net.
SMW trova impiego all'interno delle seguenti organizzazioni: Pfizer, Harvard Pilgrim Health Care, Johnson & Johnson, Pharmaceutical Research and Development, il Pacific Northwest National Laboratory, il Metropolitan Museum of Art e il Dipartimento della difesa degli Stati Uniti d'America.
Semantic MediaWiki ha avuto un particolare successo nel settore sanitario per la creazione collaborativa di glossari e ontologie in ambito biomedicale. Un esempio di quest'ultimo tipo è il sito LexWiki, che è gestito congiuntamente dalla Mayo Clinic, dal National Cancer Institute, dall'Organizzazione mondiale della sanità e dall'Università di Stanford e dal sito NeuroLex, generato a a partire dal repository Neuroscience Information Framework.
Per impostazione predefinita, SMW è supportato anche nella wiki farm Referata. In un primo tempo, Wikia permetteva agli utenti di attivare l'estensione SMW, ma ha smesso di farlo a partire dall'upgrade alla versione 1.19, in modalità non reotrattiva, lasciando cioè la possibilità di continuare ad utilizzare Semantic MediaWiki all'interno di Familypedia e degli siti ospitati su Wikia che già lo utilizzavano prima della versione 1.19.

## Estensioni

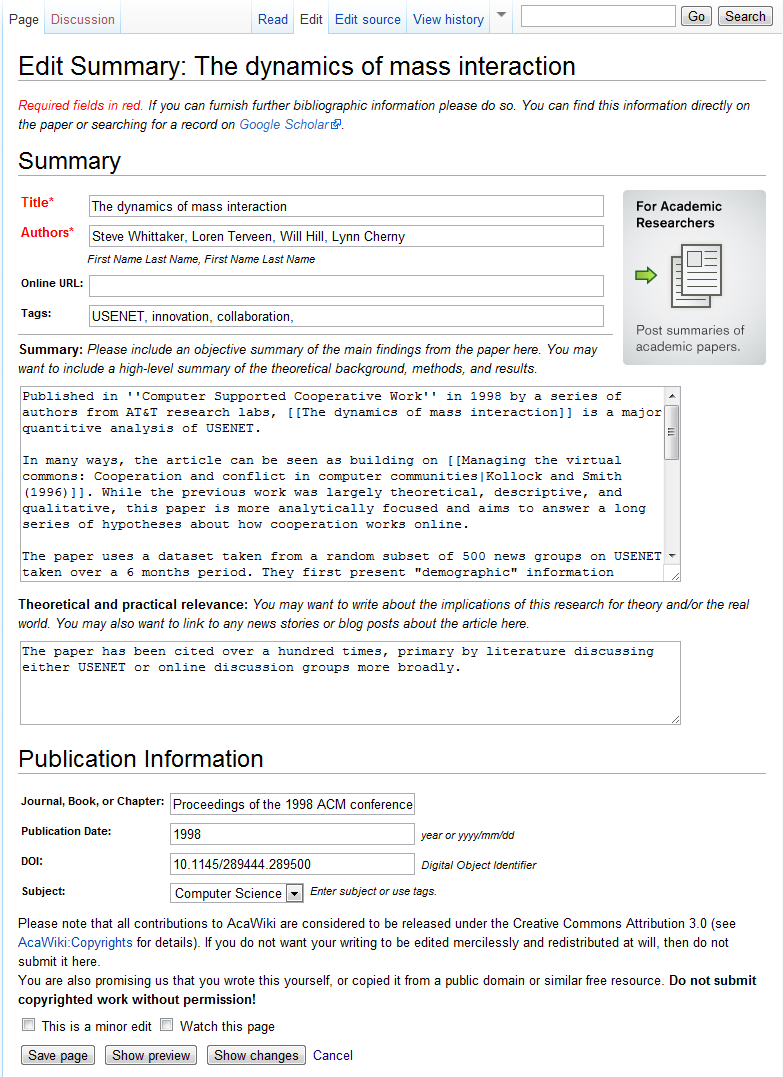
Form per modificare una pagina mediante l'estensione Semantic Forms

Da SMW sono state derivate molteplici estensioni a sorgente aperto che utilizzano la stessa struttura dati e che possono essere installate su MediaWiki. Alcune delle più importanti sono le seguenti:
- Page Forms[20]: permette di mappare le form di acquisizione dati create dagli utenti, collegandole alle pagine che incorporano annotazioni semantiche, in modo da modificarle e aggiornarle in modo automatico, ad esempio valorizzando i parametri dei template;
- Semantic Result Formats [21]: fornisce un gran numero di formati di visualizzazione dei dati semantici, quali diagrammi, grafici, calendari e funzioni matematiche;
- Semantic Drilldown [22]: fornisce un browser navicabile anche mediante una classificazione a faccette generata a a partire dai dati semantici;
- Maps[23]: visualizza i dati semantici all'interno di mappe geografiche.

## Comunità
SMWCon è l'incontro ufficiale tra gli sviluppatori e gli utenti di Semantic MediaWiki, che dal 2010 si svolge due volte all'anno in varie città degli Stati Uniti e dell'Europa. Al 2013, l'evento più numeroso era stato quello svoltosi a Berlino, che nello stesso anno aveva visto la presenza di circa 90 persone.